# Isobenzofurano
El Isobenzofurano es un compuesto heterocíclico que consta de un anillo de furano fusionado con benceno en el enlace c. Es un isómero de benzofurano.
El isobenzofurano es altamente reactivo y polimeriza rápidamente. Se ha identificado y preparado por termólisis de precursores adecuados y el producto es preservado a bajas temperaturas.
El compuesto padre isobenzofurano no es estable, pero es base estructural de otros compuestos similares funcionalizados, tales como el ftalano, el anhídrido ftálico y las ftálidas.

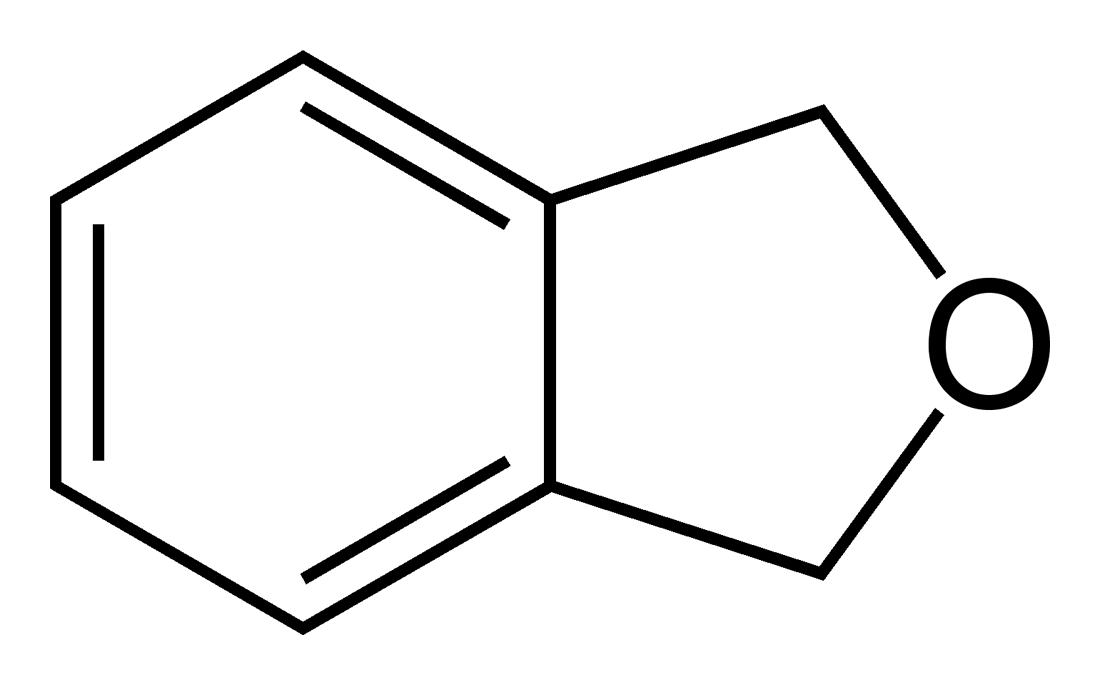
Ftalano
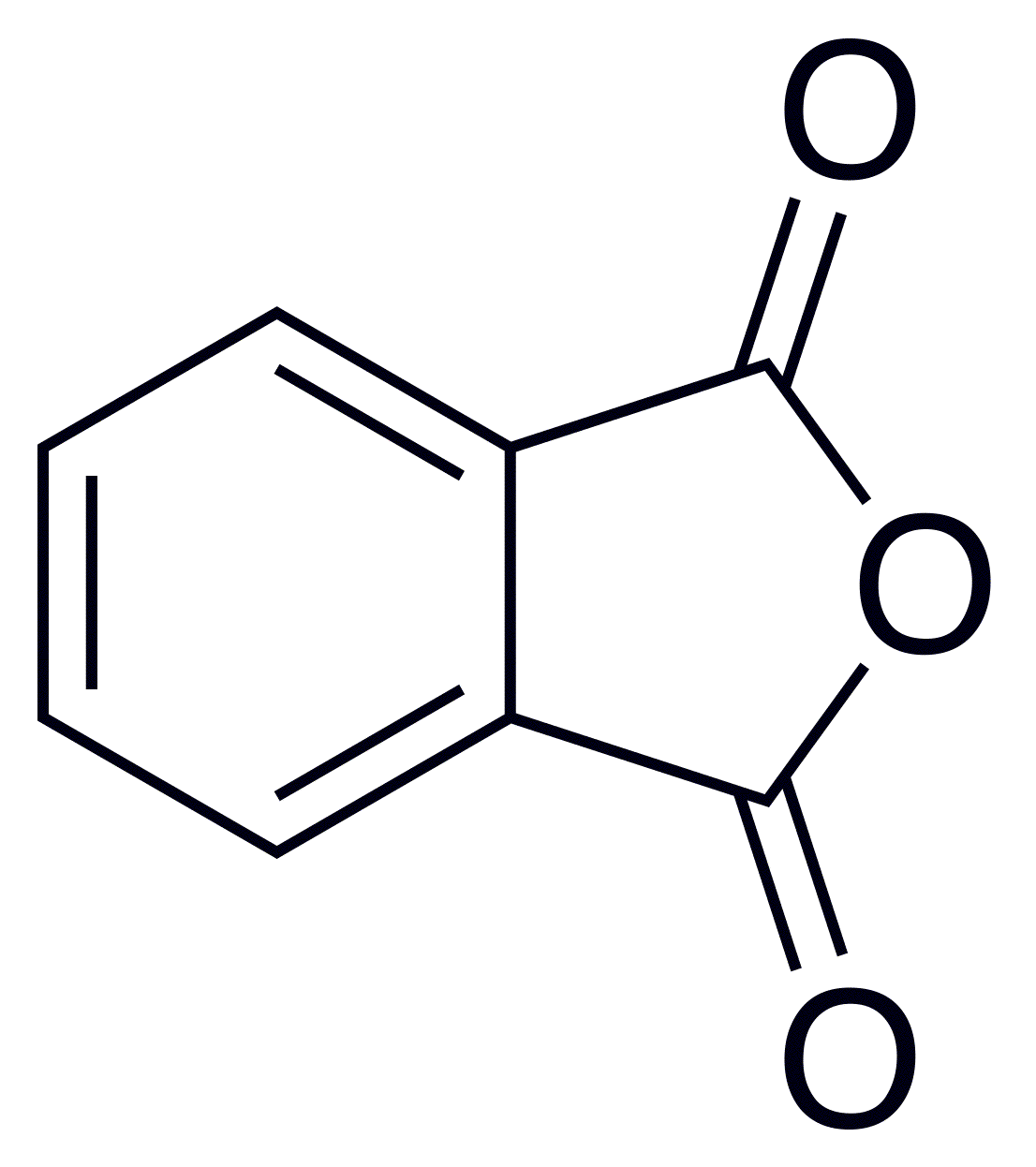
Anhídrido ftálico
Butilftálida
Tetracloroftálida
Fenolftaleína
Ácido micofenólico